# Dorothee Henzler
Dorothee Henzler (* 7. Oktober 1992) ist eine deutsche Turnerin.

## Laufbahn
Henzler gehört der Turnriege des VfL Kirchheim/Teck an, mit dem sie zwischen 2004 und 2012 in der 2. Bundesliga turnte, zeitweise (von 2006 bis 2008) auch in der 1. Bundesliga. Da die Trainingsmöglichkeiten in Kirchheim begrenzt waren, musste sie regelmäßig in Stuttgart trainieren.
Ihr erster Erfolg auf Bundesebene war die deutsche Vizemeisterschaft im Mehrkampf bei den Deutschen Jugendmeisterschaften 2005 in der Altersklasse 13. Dazu sicherte sie sich die Meisterschaft am Boden und wurde Zweite am Sprung.
Im folgenden Jahr 2006 konnte sie ihren Vizemeistertitel im Mehrkampf auch in der Altersklasse 14 verteidigen. Außerdem belegte sie dreimal den zweiten Platz am Stufenbarren, Schwebebalken und Boden.
2006 gewann sie mit der deutschen Mannschaft die Bronzemedaille im Mehrkampf bei der Junioren-Europameisterschaft in Volos.
Nach langer Verletzungspause feierte Henzler 2009 in Frankfurt am Main ihren bis dahin größten Erfolg. Bei ihren ersten Deutschen Meisterschaften in der Eliteklasse wurde sie Deutsche Vizemeisterin im Sprung und Dritte am Boden. Im Mehrkampf belegte sie Platz 6.
Im April 2010 gehörte sie dem deutschen Aufgebot bei der Europameisterschaft in Birmingham an. Gemeinsam mit Oksana Chusovitina, Lisa-Katharina Hill, Marie-Sophie Hindermann und Elisabeth Seitz erreichte sie im Mannschaftswettbewerb den 9. Platz. Damit verpasste das deutsche Team den Einzug in das Finale der acht besten Nationen.
Anfang August 2010 verletzte sich Dorothee Henzler während eines Bundeskaderlehrgangs an der Schulter und musste operiert werden. In der Zeit nach der Operation konnte sie zunächst nicht am Stufenbarren antreten, weswegen sie für die im Oktober dieses Jahres stattfindende WM nicht nominiert wurde.
Bei den Deutschen Meisterschaften im September 2010 in Berlin wurde sie erneut Deutsche Vizemeisterin im Sprung und wurde zweimal Sechste am Schwebebalken und Boden. Im Mehrkampf kam sie nicht über Platz 13 hinaus, da sie infolge der vorangegangenen Schulterverletzung nicht am Stufenbarren geturnt hatte.
Im Jahr 2011 belegte sie bei den Deutschen Meisterschaften Platz 9 im Mehrkampf sowie Platz 6 im Finale am Sprung.
Im darauffolgenden Jahr unterbrach sie nach dem bestandenen Abitur ihre Turnkarriere, um eine Auszeit zu nehmen. Ihren vorerst letzten Wettkampf bestritt sie am 20. Oktober 2012. Danach pausierte sie, unternahm  u. a. eine Reise nach Neuseeland und begann anschließend ein Studium der Sportwissenschaften an der Universität Tübingen.
Seit Oktober 2013 ist Henzler wieder für die Mannschaft des VfL Kirchheim aktiv.